# 笠石

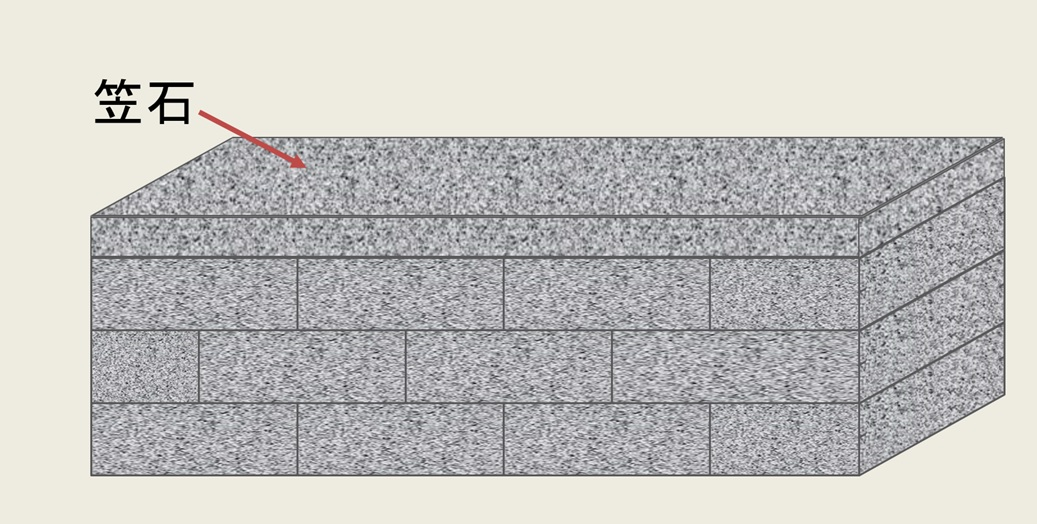
笠石

笠石（かさいし）とは、石や煉瓦を積み上げた上部に載せる石。
天端処理として一般的に用いられる方法の一つである
。

## 使用例
- ガーデニング
- 石塀
- プラットホーム
- 道路橋
- 石灯籠